# Међународни радио Србија
Међународни радио Србија је српска државна радио-станица која преко кратких таласа емитује програм у све делове света на дванаест језика: српском, енглеском, француском, немачком, руском, шпанском, арапском, албанском, грчком, италијанском, мађарском и кинеском.
Међународни радио Србија свакодневно програм емитује преко кратких таласа и 24 сата преко сателита. На српском, за нашу дијаспору, поред информативно - политичких емисија, дневничког типа и емисије у којима се детаљније говори о свим важнијим појавама и догађајима у земљи али и о културној баштини, традицији и обичајима, туризму и екологији итд.
На страним језицима, сви ти садржаји емитују се у получасовним емисијама мозаичког типа, које имају по два издања као и репризе.
Емисије Међународног радија Србија могу се слушати и преко интернета. 
Слоган радија је „Тамо где се не чујемо, сигурно је крај света“.

## Историјат
Међународни Радио Србија је једна од најстаријих краткоталасних радио-станица, а основан је шест година пре Гласа Америке. Емитовање програма за иностранство почело је 8. марта 1936. године у Краљевини Југославији, а непосредан повод за оснивање краткоталасног радија била је потреба супротстављања фашистичкој пропаганди. У новембру 1941. године, за време окупације Београда у Другом светском рату, почела је рад Слободна Југославија, која је до 1945. године емитовала програм, најпре из града Уфе на Уралу, а потом из Москве. Од 1945. године програм за иностранство емитује се у оквиру Радио Београда. Решењем владе Федеративне Народне Републике Југославије, основана је Радио Југославија која је, у том статусу, радила до јануара 1954. године, када Радио Београд поново преузима емитовање програма за иностранство. Одлука о оснивању информативне радне организације Радио Југославија донета је 26. јануара 1977, а радио, као посебна институција, почиње рад 2. фебруара 1978. године.
Престао је са радом 31. јула 2015. године.